# Майкл Онткін
Майкл Онткін (англ. Michael Ontkean; нар. 24 січня 1946, Ванкувер, Британська Колумбія, Канада) — канадський актор, відомий роллю шерифа Гаррі С. Трумена в телесеріалі «Твін Пікс».

## Життєпис
Майкл Онткін народився у Ванкувері, Канада в родині актора та боксера Леонарда й акторки Мюріел Онткін. Майкл був учасником престижного хору римо-католицької хорової школи для хлопчиків Святого Михайла в Торонто. Коли Майкл жив у Монреалі, він приєднався до хокейної команди. Після переїзду до Західної Канади він продовжив займатися цим спортом. Онткін був талановитим гравцем, тому перед вступом до університету отримав 12 пропозицій з різних навчальних закладів. Юнак зробив вибір на користь Університету Нью-Гемпшира. На останньому курсі Майкл брав уроки з акторської майстерності та виступав у студентських виставах. Після закінчення навчання він отримав запрошення приєднатися до команди «Нью-Йорк Рейнджерс», але Майкл обрав кінокар'єру.

## Особисте життя
З першою дружиною Френсіс Онткін одружився в 1971, вони розлучилися у 1980.
Другою дружиною актора стала власниця дизайнерської фірми та магазину меблів у Гонолулу Джеймі Сміт Джексон. У пари народилося двоє дочок: Дженна Міллман (1980 р.н.) працює в ABC News, Сейді Онткін (1988 р.н.) — колишня студентка Університету Південної Каліфорнії.

## Кар'єра
Кар'єру актора Онткін розпочав з невеликих ролей у телепроєктах: «Фоліо», «Гудзонова затока», «Залізна сторона», «Сім'я Партрідж». У перших двох сезонах серіалу «Новачки» він виконував роль Віллі Гілліса. Його спортивні навички стали в пригоді для ролі в фільмі про хокей «Удар по воротах». У 1980 Онткін виконав головну роль у романтичній комедії з елементами драми «Віллі та Філ». Наступним проектом у кар'єрі актора стала роль успішного лікаря Зака, який у певний момент усвідомлює свою гомосексуальність, у драмі «Займаючись любов'ю». Потім він знявся в екранізації Клода Шаброля роману Симони де Бовуар «Чужа кров». Після зображення головних персонажів у фільмах: фотографа в романтичній музичній комедії «Така як ти є», агента в драмі «Вуличне правосуддя» актор отримав кілька ролей другого плану.
Найбільш відому роль шерифа Гаррі С. Трумена в серіалі «Твін Пікс» Онткін виконував протягом двох сезонів. З того часу актор продовжував активно зніматися як в кіно так і на телебаченні: з його участю потім вийшло понад двадцять фільмів і серіалів.
З невідомих причин актор відмовився брати участь у зйомках третього сезону серіалу «Твін Пікс». Як зазначає The Telegraph Онткін вирішив закінчити кар'єру. Останню роль він зіграв у 2011 в фільмі «Нащадки» Александера Пейна.

## Фільмографія
Фільми
- 1971: Хлопчисько з затоки мертвих / The Boy from Dead Man's Bayou
- 1971: Порушники спокою / The Peace Killers
- 1972: Некромантія / Necromancy
- 1972: Випадкове знайомство 101 / Pickup on 101
- 1972: Спекотний тиждень літа / Hot Summer Week
- 1977: Удар по воротах / Slap Shot
- 1979: Голоси / Voices
- 1980: Віллі та Філ / Willie & Phil
- 1982: Займаючись любов'ю / Making Love
- 1984: Чужа кров / Le sang des autres
- 1984: Така як ти є / Just the Way You Are
- 1985: Діти не говорять / Kids Don't Tell
- 1986: Права людей / The Right of the People
- 1987: Вуличне правосуддя / Street Justice
- 1987: Опівнічник / The Allnighter
- 1987: Покоївка на замовлення / Maid to Order
- 1988: Серце Клари / Clara's Heart
- 1989: Прощавай, блюз / Bye Bye Blues
- 1989: Холодний фронт / Cold Front
- 1990: Листівка з краю безодні / Postcards from the Edge
- 1990: На захист одружених чоловіків / In Defense of a Married Man
- 1992: Брехня в спадок / Legacy of Lies
- 1992: Твін Пікс: Вогню, іди зі мною / Twin Peaks: Fire Walk With Me (сцени з актором видалені)
- 1993: Вознесіння / Rapture
- 1993: Чия це дитина? Війна для маленької Джессіки / Whose Child Is This? The War for Baby Jessica
- 1993: Хрещена мати 3 / Vendetta II: The New Mafia
- 1996: Чоловік по сусідству / The Man Next Door
- 1996: Степфордські чоловіки / The Stepford Husbands
- 1996: Сванн / Swann
- 1998: Неприємності з мавпами / Summer of the Monkeys
- 1998: Трохи невинного сексу / Just a Little Harmless Sex
- 1998: Шанс снігопаду / A Chance of Snow
- 1998: Ніко-єдиноріг / Nico the Unicorn
- 2000: Велика ведмедиця / Bear with Me
- 2000: Зелені паруси / Green Sails
- 2002: Весна вбивств / A Killing Spring
- 2004: Кішка-привид / Mrs. Ashboro's Cat
- 2011: Нащадки / The Descendants
- 2014: Твін Пікс: Вирізані сцени / Twin Peaks: The Missing Pieces

Серіали
- 1955: Фоліо / Folio
- 1957: Hawkeye and the Last of the Mohicans
- 1959: Гудзонова затока / Hudson's Bay
- 1960: Спадщина / Heritage
- 1960: Дженерал Моторз презентує / General Motors Presents
- 1970: Залізна сторона / Ironside
- 1970: Ден Огест / Dan August
- 1971: Діснейленд / Disneyland
- 1971: Сім'я Партрідж / The Partridge Family
- 1971: Лонгстріт / Longstreet
- 1972 — 1974: Новачки / The Rookies
- 1979: Невигадані сторії / Tales of the Unexpected
- 1981: Великі вистави / Great Performances
- 1989: Автостопщик / The Hitchhiker
- 1990 — 1991: Твін Пікс / Twin Peaks
- 1991: В ім'я дитини / In a Child's Name
- 1994: Сімейний альбом / Family Album
- 1997 — 2000: За межею можливого / The Outer Limits
- 1999: Псі Фактор: Хроніки паранормальних явищ / PSI Factor: Chronicles of the Paranormal
- 2004 — 2005: Північний берег / North Shore
- 2008: Софі / Sophie